# فريكو
فريكو (باللغة الفريولية: fricò") هو طبق شعبي من فريولي، وهو على غرار طبق روستي المعروف في مناطق الألب يتكون من رقائق من الجبن المقدد والبطاطا، حيث يسخّن المزيج بالخبز أو القلي حتى يصبح هشاً.
تستخدم الأجبان الصلبة ذات المحتوى الدهني المرتفع لإعداد الفريكو كجبن مونتاسيو أو أسياغو. وقديماً في المناطق الفقيرة، كان الفريكو يعدّ بإعادة تدوير قشور الجبن. غالباً ما يستخدم الفريكو لتزيين الشوربات واليخنات.
إعداد الفريكو ليس صعباً  أثناء عملية الطهي، تصبح الجبنة مع البطاطا مرنة وطيّعة بحيث يسهل تشكيلها على هيئة سلال أو أوعية يمكن استخدامها لتقديم الطعام فيها.
ثمة طرق أخرى لتحضير الفريكو تتضمن طبخ البطاطا المقطعة مكعبات في مقلاة مسطحة كبيرة مع القليل من الزيت والبصل، مع إضافة الماء بين الحين والآخر. عندما تصبح البطاطا طرية، تضاف جبنة المونتاسيو المقطعة أو أي جبنة أخرى قديمة (ثلاثة أشهر على الأقل). تذوب الجبنة داخل البطاطا، يجب أن يستمر طهي الفريكو حتى يصبح هشاً ذهبي اللون من الجانبين، يقطّع ويقدّم مع بولينتا والنبيذ الأحمر.